# Donkey Kong Country Returns
Donkey Kong Country Returns, conosciuto in Giappone come Donkey Kong Returns (ドンキーコング リターンズ?, Donkī Kongu Ritānzu), è un videogioco a piattaforme sviluppato da Retro Studios e pubblicato dalla Nintendo nel 2010. Parte della serie Donkey Kong Country (seguendo quindi Donkey Kong Country 3: Dixie Kong's Double Trouble! del 1996) è il primo capitolo per la console Wii e in cui non è stata coinvolta la Rare nella realizzazione. Si presenta come un classico platform tridimensionale a scorrimento. I protagonisti sono Donkey Kong e Diddy Kong, che hanno il compito di salvare la loro isola dalla tribù Tiki Tak, composta da strane creature a forma di strumenti musicali, intenta a rubare le loro banane grazie all'aiuto di altri animali.
Il titolo venne presentato per la prima volta in occasione dell'E3 2010 e pubblicato il 21 novembre 2010 nel Nord America, il 3 dicembre in Europa e il 9 in Giappone, vendendo più di sei milioni di copie e ottenendo un giudizio positivo da parte della critica. Il 14 febbraio 2013 venne annunciata una nuova edizione dal titolo Donkey Kong Country Returns 3D per il Nintendo 3DS: venne pubblicata in Europa e in America del Nord il 24 maggio dello stesso anno. Il 16 gennaio 2025 è stata pubblicata una versione in alta definizione del gioco sviluppata da Forever Entertainment, intitolata Donkey Kong Country Returns HD, per Nintendo Switch in contemporanea con il trailer di presentazione di Nintendo Switch 2.

## Trama
La trama ruota intorno ai nuovi antagonisti della saga Donkey Kong Country, i membri della Tribù Tiki Tak, che sostituiscono i Kremling.
Donkey Kong e Diddy Kong trascorrono una tranquilla giornata sulla loro isola, quando all'improvviso il vulcano erutta violentemente; dalla lava del vulcano sorge una creatura orrenda, la Tiki Tong Tower e assieme ad essa la tribù Tiki Tak, costituita da piccoli strumenti musicali dotati di vita propria. La tribù invade l'isola e comincia, tramite i propri poteri, ad ipnotizzare gli animali, imponendogli di rubare loro tutte le banane sull'isola, fra cui anche quelle di casa Kong.
Diddy si accorge subito del furto e avverte Donkey con il quale inizia a inseguire la carovana di animali ladri di banane in fuga nella giungla. Donkey continua l'inseguimento all'interno di diverse aree dell'isola, mentre Rambi, il suo amico rinoceronte, si prepara ad aiutare dove possibile; Diddy si nasconde all'interno di barili per farsi trovare da Donkey lungo la strada, fino a raggiungere il vulcano dove si trova Tiki Tong, il capo tribù.
I due dovranno attraversare ben otto ambientazioni diverse: la Giungla, la Spiaggia, le Rovine, la Caverna, la Foresta, la Scogliera, la Fabbrica e il Vulcano. In ognuna di esse, devono sconfiggere un leader della tribù Tiki Tak: Kalimba, la banda di Maraca, Gong-Oh, Banjo Bottom, Wacky Pipes, Xylobone, Cordian e Tiki Tong, il capo della tribù. Nello scontro, questi decide di sfruttare le banane raccolte e i suoi sottoposti per crearsi delle mani con cui schiacciare Donkey e Diddy, ma senza successo. Una volta sconfitto, i Kong vengono lanciati nello spazio, dove riescono a colpire la Luna, e farla precipitare sulla base di Tiki Tong e schiacciandola, facendo poi eruttare banane dal vulcano.

## Modalità di gioco

Un livello del gioco, in cui Donkey Kong e Diddy Kong devono evitare gli attacchi di un polpo gigante

Come accennato, Donkey Kong Country Returns è un platform a scorrimento per lo più bidimensionale (anche se a volte la prospettiva acquisisce una profondità vera e propria), in cui tutto ciò che si trova nello scenario è tridimensionale. Un livello normale prevede il raggiungimento di un traguardo contraddistinto dalla presenza di un barile (denominato "Barile sorpresa") che funge da slot machine e che, una volta colpito, rilascia un oggetto a sorpresa; Donkey Kong possiede due cuori, visibili in alto a sinistra nella schermata, che rappresentano la sua energia vitale (mentre con la presenza di Diddy Kong, i cuori diventano quattro). Ogni qualvolta si subisce un danno, se ne perde uno e, una volta finiti, il giocatore perde una vita (che può essere esaurirsi istantaneamente se egli cade nel vuoto). Lungo il tragitto si trovano i checkpoint che consentono di ripartire da un determinato punto in caso di game over. In ogni mondo è presente il Bazar Cranky, dove Cranky Kong fornisce potenziamenti e vite da includere in un inventario, acquistabili con le monete-banana, per esempio vite aggiuntive, ulteriore energia vitale (tramite un cuore extra) o un pappagallo di nome Pagal che aiuta a trovare le tessere del puzzle.
Oltre alla modalità normale, al termine di un livello viene sbloccata quella "a tempo", con cui il giocatore ha la possibilità di ripetere lo schema completandolo nel minor tempo possibile e vincendo in tal modo una medaglia d'oro, d'argento o di bronzo. La modalità "Super guida" è invece accessibile in caso si perdano otto vite di seguito in uno stesso livello: il Maestro Maiale suggerisce questa funzionalità e, se attivata, una scimmia simile a Donkey Kong di nome Super Kong completerà lo schema (tuttavia eventuali banane o oggetti raccolti lungo il livello non verranno conteggiati). Questa funzione era stata già introdotta in New Super Mario Bros. Wii (del 2009) e Super Mario Galaxy 2 (del 2010).
La versione 3DS include una seconda modalità nuova, che introduce una serie di nuovi elementi per rendere il gioco più facile, compreso un cuore in più per un totale di tre (sei con Diddy). La versione 3DS contiene anche un mondo in più con nuovi livelli non presenti nella versione originale Wii. Tuttavia, a causa delle limitazioni dell'hardware, sono presenti dei cali di framerate e difetti tecnici che non c'erano nella versione per Wii.
In questo titolo sono state riprese alcune caratteristiche di Donkey Kong Country del 1994, come per esempio la ricerca delle lettere che compongono la parola KONG o le corse sui carrelli, mentre sono stati inseriti nuovi elementi, come i livelli a silhouette nei quali sono visibili solo i contorni delle piattaforme e dei personaggi, tessere del puzzle sparsi per i livelli e le monete-banana. È stata reintrodotta inoltre la figura del rinoceronte Rambi: esso esce da una scatola con la sua faccia in alcuni livelli ed è cavalcabile. Una volta in sella, è possibile correre molto veloci, distruggere qualsiasi cosa (tranne gli oggetti infuocati) e sfondare muri. Sono stati invece eliminati i livelli subacquei, dato che i protagonisti non possono più nuotare.

### Modalità multigiocatore
Donkey Kong Country Returns presenta una modalità multigiocatore cooperativa di cui possono usufruire due giocatori al massimo. Quello principale è sempre Donkey Kong, mentre il secondo Diddy Kong: possono muoversi sia separatamente (nella stessa schermata), sia in tandem, con Diddy in spalla a Donkey; in caso un personaggio perda una vita, può essere recuperato dall'altro giocatore.Nella versione per Nintendo 3DS, è possibile usufruire tale modalità locale attraverso un collegamento wireless tra due schedine di gioco. Anche in questo caso, l'host è Donkey, mentre il client è Diddy.È presente una meccanica esclusiva della modalità multigiocatore grazie alla quale Diddy Kong può sparare arachidi con la sua nocciol-pistola mentre salta o quando è in spalla a Donkey Kong, scuotendo il telecomando Wii e il Nunchuk del Giocatore 2. Quest'arma può essere utilizzata per stordire o sconfiggere alcuni nemici.

## Sviluppo

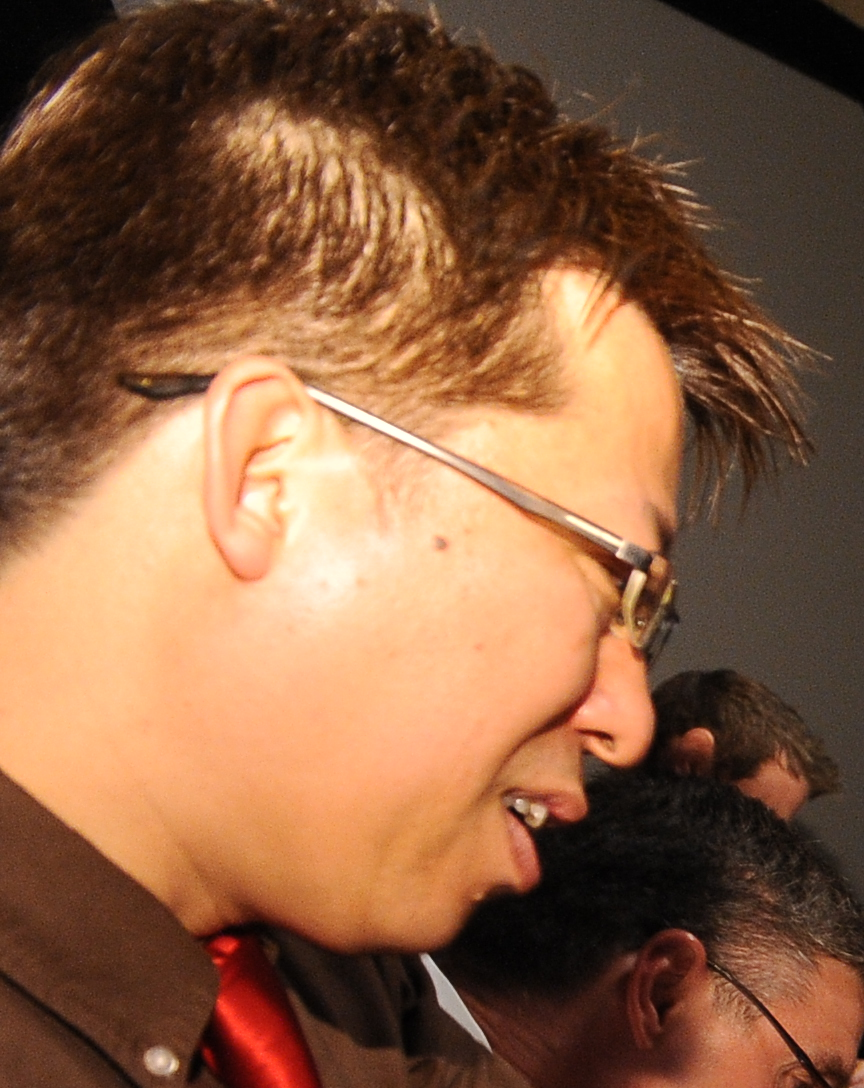
Kensuke Tanabe, produttore del videogioco, al Game Developers Conference del 2011

Lo sviluppo di Donkey Kong Country Returns è iniziato nell'aprile 2008, quando tre membri dello staff della Retro Studios, ovvero il lead designer Mark Pacini, il lead engineer Jack Mathews e il direttore artistico Todd Keller, avevano lasciato l'azienda per fondare la nuova software house Armature Studio. A quel tempo, Shigeru Miyamoto, ideatore di diversi videogiochi della Nintendo, tra cui il primo DK, voleva creare un nuovo titolo di Donkey Kong e, su sua richiesta, il produttore Kensuke Tanabe si rivolse a Michael Kelbaugh, l'amministratore delegato di Retro Studios, che aveva già lavorato alla serie Donkey Kong Country, mentre si trovava presso la sede statunitense della Nintendo. Satoru Iwata ha definito questo momento come un "caso", motivo per cui Kelbaugh ha scelto "F8" come nome in codice per il gioco, poiché la sua pronuncia in inglese è molto simile alla parola fate (IPA: /feɪt/), "caso" appunto.
Simile a New Super Mario Bros., il gioco è stato sviluppato con l'intento di richiamare con il suo stile sentimenti nostalgici nei giocatori, e cercando di offrire loro nuove esperienze di gioco. Retro ha cercato di realizzare un gioco accessibile, ma che «avesse quel grado di difficoltà tale da stimolare i giocatori a riprovarci». Il gioco è costituito da una grafica 3D poligonale con livelli contenenti tre volte la quantità di texture e poligoni rispetto a quelli presenti in Metroid Prime 3: Corruption della Retro. Anche se Miyamoto era inizialmente contrario all'idea di sviluppare la modalità per due giocatori poiché riteneva «difficile creare un gioco divertente sia per la modalità a un giocatore sia per quella a due», tale funzionalità è stata successivamente implementata, diversamente dai precedenti titoli in cui due personaggi potevano essere controllati solo uno per volta. Tanabe sostenne inoltre che voleva creare qualcosa che differisse da Donkey Kong Jungle Beat incluso nella raccolta New Play Control! del 2009. Nel corso di sei mesi, due terzi del gioco dovettero essere rivisti in termini di motore grafico, animazione e funzionalità. Due livelli, "Risacca Risucchio" (sulla spiaggia) e "Fuga Dragruco" (nella foresta), si sono rivelati i livelli più difficili da progettare e programmare, ognuno dei quali ha richiesto diversi mesi di sviluppo. Inoltre la Retro ha cercato di utilizzare la stessa visuale della Morfosfera di Metroid Prime, ma non lo ha considerato in grado di gestire i complessi movimenti dei personaggi, in particolare dopo l'implementazione della modalità multigiocatore.
Lo sviluppo è stato sollecitato all'inizio del 2010, e tutti gli elementi del progetto «hanno assunto la coerenza di un gioco» in concomitanza dell'Electronic Entertainment Expo 2010. Donkey Kong Country Returns è stato ufficialmente annunciato alla conferenza stampa della Nintendo tenutasi il 15 giugno, dove sono stati presentati quattro livelli. Anche l'uscita del videogioco era prevista alla fine di quell'anno, mancavano ancora 70 livelli da creare o perfezionare. Verso la fine dello sviluppo, Tanabe ha accusato mal di schiena e ha preso una settimana di malattia, venendo sostituito da Risa Tabata che ha assunto le sue funzioni anche al suo ritorno per il resto della produzione.
La colonna sonora, ispirata a quella di David Wise ed Eveline Fischer per la versione su SNES, è stata scritta da Kenji Yamamoto, che aveva già lavorato alla trilogia di Metroid Prime. Yamamoto ha composto «una musica adatta all'atmosfera dei diversi livelli», modificandola nel caso in cui i livelli venivano rivisti e corretti. Takashi Nagasako ha doppiato sia Donkey Kong, sia Cranky Kong, mentre la voce di Diddy Kong è di Katsumi Suzuki.

## Ripubblicazioni

### Donkey Kong Country Returns 3D
Il 14 febbraio 2013, Nintendo annunciò al Nintendo Direct che un port per Nintendo 3DS, Donkey Kong Country Returns 3D, era in fase di sviluppo. Esso fu pubblicato il 24 maggio di quell'anno e fu sviluppato ex novo per offrire una grafica 3D autostereoscopica. La realizzazione fu affidata alla Monster Games e non più alla Retro Studios. Include due modalità: quella originale, che riproduce la stessa versione del Wii, e "Nuova modalità", che introduce alcuni nuovi oggetti per rendere il gioco più semplice, inclusi dei cuori extra. È presente infine una nuova ambientazione, con otto livelli inediti.

### Wii U
A gennaio 2015 su Nintendo Direct venne anticipata l'uscita di molti giochi del Wii per Wii U, scaricabili via Nintendo eShop, tra i quali era presente Donkey Kong Country Returns, reso disponibile al download il 21 in Giappone, il 22 in Europa, e il 23 in Australia e Nuova Zelanda.

### Nvidia Shield
Il 5 luglio 2019 il videogioco fu anche pubblicato su SHIELD Android TV per il mercato cinese in HD.

### Donkey Kong Country Returns HD
Un secondo porting, Donkey Kong Country Returns HD, è stato annunciato in una presentazione Nintendo Direct il 18 giugno 2024. La pubblicazione è avvenuta il 16 gennaio 2025 per Nintendo Switch; il nuovo porting, oltre alla grafica in alta definizione, include anche i livelli aggiuntivi della versione 3DS. Questa versione del gioco è stata sviluppata da Forever Entertainment.

## Accoglienza
| Testata                           | Versione | Giudizio |
| --------------------------------- | -------- | -------- |
| GameRankings (media al 24-8-2013) | Wii      | 87,87%   |
| Metacritic (media al 7-7-2024)    | Wii      | 87%      |
| Metacritic (media al 7-7-2024)    | 3DS      | 83%      |
| 1UP.com                           | Wii      | A        |
| 4Players                          | 3DS      | 88/100   |
| Computer and Video Games          | Wii      | 8.8/10   |
| Destructoid                       | 3DS      | 10/10    |
| Destructoid                       | Wii      | 10/10    |
| Edge                              | Wii      | 7/10     |
| Electronic Gaming Monthly         | 3DS      | 7/10     |
| Eurogamer                         | 3DS      | 8/10     |
| Eurogamer                         | Wii      | 9/10     |
| Gameblog.fr                       | Wii      | 4/5      |
| Game Informer                     | 3DS      | 8.5/10   |
| Game Informer                     | Wii      | 9.5/10   |
| GameRevolution                    | 3DS      | 4.5/5    |
| GameRevolution                    | Wii      | A-       |
| GameSpot                          | 3DS      | 7/10     |
| GameSpot                          | Wii      | 8.5/10   |
| GamesRadar+                       | 3DS      | 4/5      |
| GamesRadar+                       | Wii      | 4/5      |
| GameSpy                           | Wii      | 3.5/5    |
| GamesTM                           | 3DS      | 8/10     |
| GamesTM                           | Wii      | 8/10     |
| The Guardian                      | Wii      | 4/5      |
| Hardcore Gamer                    | 3DS      | 4.5/5    |
| Hyper                             | 3DS      | 90%      |
| IGN                               | 3DS      | 8.9/10   |
| IGN                               | Wii      | 9/10     |
| Joystiq                           | Wii      | 4.5/5    |
| Multiplayer.it                    | Wii      | 9/10     |
| Nintendo Gamer                    | Wii      | 8.7/10   |
| Nintendo Life                     | 3DS      | 9/10     |
| Nintendo Life                     | Wii      | 10/10    |
| Nintendo Power                    | Wii      | 8.5/10   |
| Nintendo World Report             | 3DS      | 8.5/10   |
| Nintendo World Report             | Wii      | 9.5/10   |
| Official Nintendo Magazine        | 3DS      | 80%      |
| Official Nintendo Magazine        | Wii      | 91%      |
| Pocket Gamer                      | 3DS      | 4/5      |
| PALGN                             | Wii      | 9/10     |
| Play.tm                           | Wii      | 80%      |
| Polygon                           | 3DS      | 9/10     |
| Video Games Zone                  | Wii      | 88%      |
| VideoGamer                        | 3DS      | 8/10     |
| VideoGamer                        | Wii      | 8/10     |
| X-Play                            | Wii      | 4/5      |

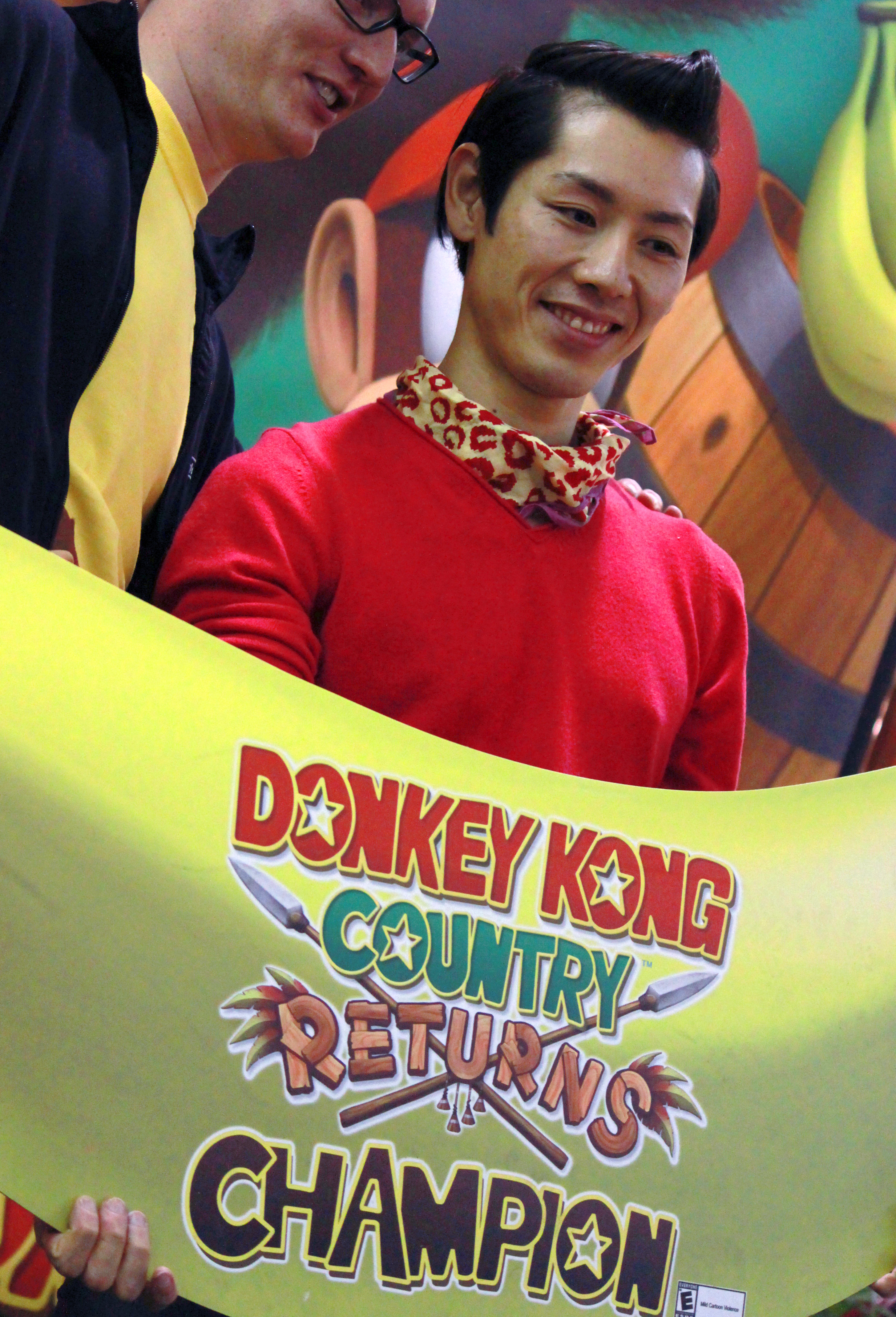
Il recordman Takeru Kobayashi al "Donkey Kong Country Returns Banana Eating Challenge" del 2010

Donkey Kong Country Returns ha ricevuto recensioni generalmente positive. Il sito IGN ha premiato il titolo come "Best Retro Design" e "Most Challenging", posizionandolo al quinto posto nella classifica dei migliori videogiochi della Wii.
La maggior parte delle recensioni ha lodato la sua grafica tridimensionale, la colonna sonora e la longevità. Il sito Everyeye.it, dandogli un voto di 9,2 su 10, individua un distacco dai precedenti titoli in termini sia di caratteristica sia di trama, seppur irrilevante, data l'assenza di King K. Rool e dei Kreming; Multiplayer.it ritiene che il titolo non rappresenti una rivoluzione di Donkey Kong Country e correlati, sviluppati dalla Rare, ma una sua prosecuzione, elogiandone dunque il sistema di controllo, tenendo conto della sua insostituibilità (non è possibile utilizzare il Classic controller); X-Play ha apprezzato la somiglianza con i precedenti giochi della serie Donkey Kong Country, la grafica e la possibilità di rigiocarci, criticandone però il sistema di controllo e i rapidi tempi di reazione che servono nel gioco; il sito Videogame.it critica la presenza di troppi segreti da scoprire all'interno di ciascun livello e il sistema multiplayer, definendolo «un po' strattonato, sincopato, disarmonico», come una «versione un po' meno riuscita del multiplayer di New Super Mario Bros. Wii» a causa del mantenere costante la cooperazione tra Donkey e Diddy. La modalità multigiocatore è stata giudicata anche «trascurabile», poiché il gioco sembra essere destinato più a un singolo giocatore.
Anche il port per Nintendo 3DS ha ricevuto critiche positive, in cui sono state apprezzate l'ottima trasposizione, l'aggiunta di nuovi elementi e la nuova modalità, anche se tali caratteristiche non modificano la sostanza del gioco; rispetto alla versione per Wii, il port presenta piccoli e irrilevanti difetti tecnici, come cali di framerate.

### Incassi e classifiche
Donkey Kong Country Returns per Wii esordì al terzo posto delle classifiche di videogiochi giapponesi, vendendo 163 310 copie, mentre in Nord America al sesto, con 430 470. Nell'aprile del 2011 fu raggiunta la soglia dei cinque milioni di unità acquistate. Nella prima settimana di giugno 2013, Donkey Kong Country Returns 3D toccò la vetta nella classifica italiana e nella seconda in quella giapponese. Ad agosto dello stesso anno vennero vendute complessivamente oltre 6 700 000 copie, la maggior parte delle quali per Wii.